# جون تاناکا
جون تاناکا (ژاپنی: 田中 淳؛ زادهٔ ۱ سپتامبر ۱۹۸۳) یک بازیکن فوتبال اهل ژاپن است.
از باشگاه‌هایی که در آن بازی کرده‌است می‌توان به باشگاه فوتبال تسپاکوستاسو گونما اشاره کرد.